# Leprikón

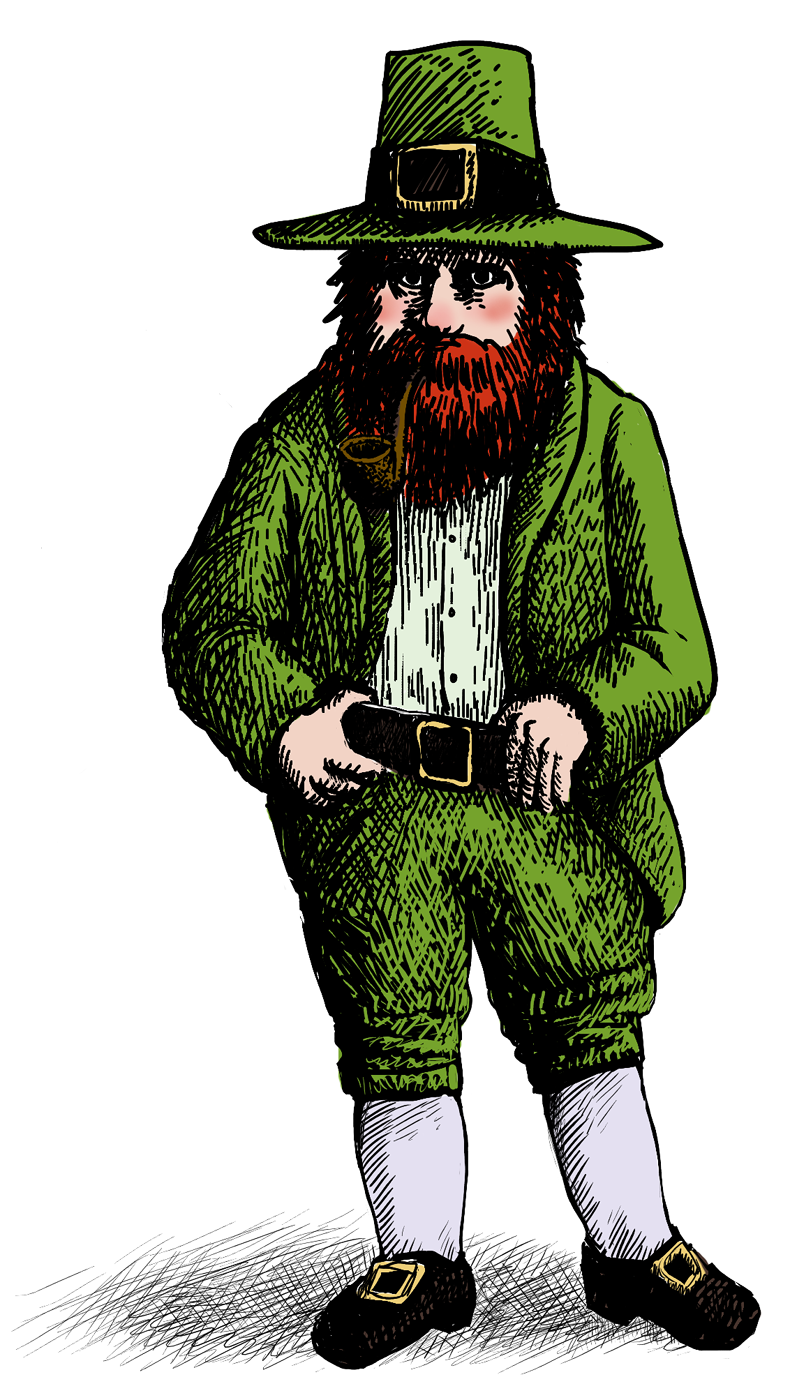
Moderní vyobrazení leprikóna

Leprikón (irsky: leipreachán) je v irské mytologii druh skřítka, který se údajně vyskytuje na Irských ostrovech. Jedná se o určitý „národ skřítků“, který se (ostatně jako všichni skřítci) pojí v irské mytologii a folkloru s Lidem bohyně Dany (Tuatha Dé Danann) a jinými quasi-historickými národy, které údajně obývaly Irsko před příchodem Keltů.
Leprikón, stejně jako ostatní bytosti z irské mytologie, je často spojován s „čarovnými tvrzemi“ či „čarovnými kruhy“ – častými nalezišti pradávných (keltských a před-keltských) stavenišť či drumlinů. Leprikóni mívají podobu starého muže, kterému není cizí žádná špatnost. Živí se jako obuvníci či ševci. Údajně jsou velmi bohatí, neboť si za dob válek zakopali množství hrnců s pokladem.

## Etymologie

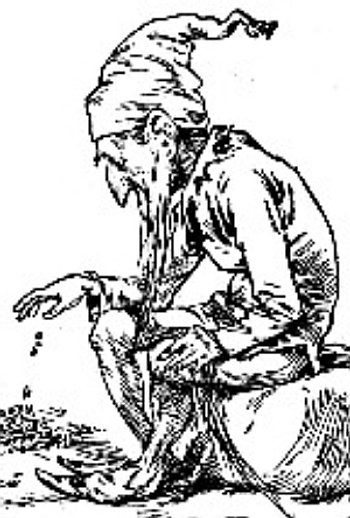
Na této rytině přibližně z roku 1900 počítá leprikón své zlaťáky

Existuje mnoho možných výkladů původu slova „leprechaun“. Jednou z nejrozšířenějších teorií je, že jméno pochází z irského slova leipreachán, které Dineen definuje jako „trpaslík, skřítek, leprikón; luchorpán“. Luchorpán je pak „trpaslík, leprikón; ‘druh vodního skřítka‘“. Collins English Dictionary toto slovo definuje také jako „poloviční velikosti“ či „malého vzrůstu“.
Většinou se má za to, že základem je slovo luchorpán. To také uvádí jako jednu z možností Oxford English Dictionary. Coby další možnou variantu původu zmiňuje však rovněž výraz leath bhrógan, znamenající „švec“ – leprikón je známý coby irský skřítek-švec a je často vyobrazován, jak spravuje botu. Další variantou je, že slovo „leprechaun“ pochází z luch-chromain, „malý, shrbený Lugh“. Lugh je jméno vůdce Tuatha Dé Danann.
Užití slova „leprechaun“ v anglickém jazyce bylo prvně zaznamenáno v podobě lubrican kolem roku 1605 v díle Thomase Dekkera The Honest Whore, část 2. Původně označovalo jakéhosi skřítka a nebylo výhradně spjato s postavou z irské mytologie:
„As for your Irish Lubrican, that spirit
Whom by preposterous charms thy lust has raised.“
Ortografické varianty slova leprechaun z různých dob jsou: leprechawn, lepracaun či lubberkin. Známá je i podoba leprehaun.

## Mytologie
Leprikóny bychom mohli jen zřídka nalézt v tzv. lidových příbězích. Téměř ve všech případech se tyto příběhy točí kolem lidského hrdiny. Historky o leprikónech jsou většinou velmi krátké a vážou se na místní jména a krajinu. Zmiňují se jen tak mezi řečí, jako by o nic nešlo, zatímco vyprávění pravých lidových příběhů vyžaduje jistou dávku obřadnosti.
Většina příběhů a vyprávění vykresluje leprikóny coby veskrze neškodná stvoření, která si libují v samotě a žijí v odlehlých končinách. V jiných historkách jsou zase vylíčeni jako bytosti škodlivé a zlomyslné, se sklony k lstivosti. Sporná je i otázka, zda vyhledávají přítomnost jiných nadpřirozených bytostí. Navzdory tomu, že je sotva kdy zahlédnete ve společnosti někoho dalšího, traduje se o nich, že jsou velmi výřeční a pokud se vám kdy podaří dát se s některým z nich do řeči, popovídáte si skvěle.
Traduje se o nich, že jsou nesmírně bohatí a s oblibou schovávají své zlato na tajných místech, která je možno odhalit pouze pokud leprikóna chytíte a ohledně zlata jej vyzpovídáte. Podle legendy může člověk leprikóna „lapit“ upřeným pohledem – nemůže pak utéci. Jakmile se však podívá jinam, leprikón zmizí. Další, neméně rozšířená, pověra tvrdí, že leprikóna lze spolu s jeho hrncem zlata nalézt na konci duhy. Leprikón je však povětšinou schopen člověka přechytračit.

## Vzhled

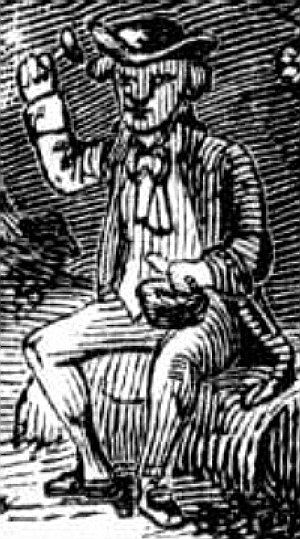
Na této rytině z roku 1858 spravuje leprikón botu. V minulosti neměli leprikóni tak jednoznačný vzhled jako dnes.

Leprikón měl původně různé podoby, v závislosti na tom, v jaké části Irska se vyskytoval. Ještě před nástupem 20. století se všeobecně mělo za to, že nosí červené, nikoli zelené šaty. Samuel Lover popsal v roce 1831 leprikóna jako
„… docela fešně oděného, navzdory všemu, neboť se pyšní červeným, zlatě lemovaným čtvercovým kabátkem a nepopsatelným třírohým kloboukem, botami a přezkami.“
Yeats jej popisuje ve své knize Fairy and Folk Tales of the Irish Peasantry z roku 1888 následovně:
„Je to docela švihák a obléká se do červeného kabátku se sedmi řadami knoflíků, po sedmi knoflících v každé řadě a na hlavě má třírohý klobouk. Leprikóni v severovýchodních hrabstvích mají, podle McAnallyho, ve zvyku točit se na špičatém vršku klobouku jako káča, když je to popadne.“
V 18. století jej popsal irský básník William Allingham ve své básni The Leprechaun; or, Fairy Shoemaker následovně:
„… scvrklý, svraštělý a zarostlý elf,
brýle připíchnuté na špičatém nose,
stříbrné spony na kalhotách,
kožená zástěra – bota na klíně…“
Někteří Allinghama kritizují coby autora moderní představy o leprikónovi. Ta je dnes téměř neměnná: bývá zobrazován s červenými vlasy (často i s bradkou), ve smaragdovém fráčku a ví, kde je zakopán poklad, nejčastěji hrnec zlata.

## Příbuzné bytosti

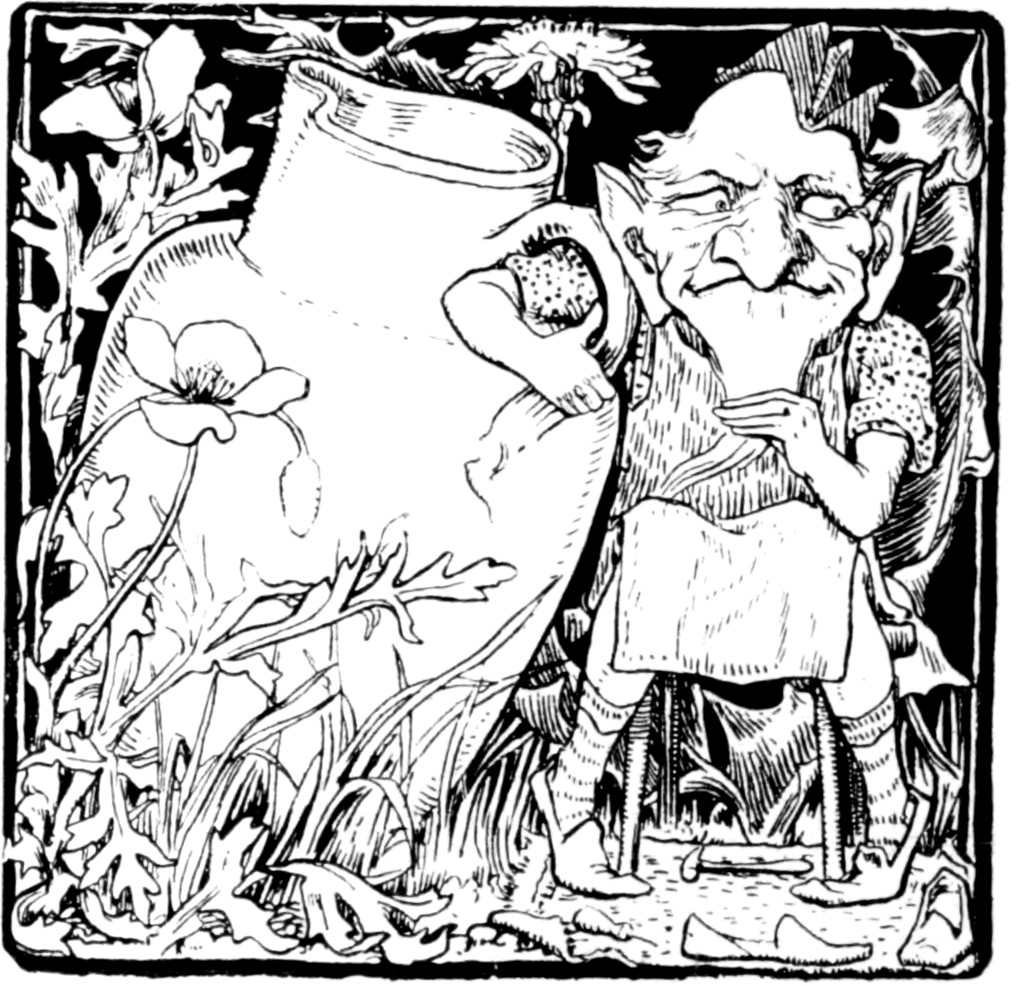
Cluricaun se džbánem vína. Cluricaun je s leprikónem často zaměňován.

Leprikón se povahově podobá cluricaunovi a far darrigovi (červenému mužíkovi) – jsou to samotářská stvoření. Někteří spisovatelé dokonce ve svých příbězích či povídkách méně známého cluricauna a far darriga leprikónem nahrazují, aby tak získali širší čtenářské publikum. Někteří mají za to, že cluricaun je v podstatě leprikón, ovšem v alkoholovém opojení.

## Leprikón a politika
V politice Irské republiky jsou leprikóni využíváni v souvislosti se sentimentálními aspekty irského turistického průmyslu. Můžeme to vidět například z toho, co sdělil John A. Costello irskému parlamentu (Oireachtas) v roce 1963:
„Po mnoho let se potýkáme s dost mizernými způsoby, kterak přitáhnout turisty. V některých případech saháme až na samé dno – pro caubeen či shillelagh, o leprikónovi ani nemluvě.“
Leprikóni se také často objevují ve vtipech v souvislosti s nezodpovědným zacházením s penězi. Mluví se o tom, že politik či politická strana, která je terčem těchto vtipů, našla hrnec zlata, případně se jim doporučuje vyhledat leprikóna a zeptat se ho, kde ten hrnec hledat, aby mohli vyrovnat své dluhy.
Někteří unionisté v Severním Irsku užívají výraz leprikónská řeč, kterým pejorativně označují irštinu.

## Leprikón v pop-kultuře
Filmy, kreslené pořady a reklamy rozšířily specifickou a poměrně prostoduchou představu o leprikónovi, která má pramálo společného s čímkoli, co by kdy v irské mytologii leprikóna byť jen připomínalo. Irové vnímají tento zpopularizovaný obrázek leprikóna sotva jinak než jako další z řady pohoršlivých irských stereotypů.
Stereotypní představa leprikóna vyšňořeného v zeleném je velmi rozšířená zejména ve Spojených státech, kde má řadu různých, komerčních i nekomerčních, využití. Například v románu Eoina Colfera Artemis Fowl představuje leprikón (v originále psáno LEPrecon) pohádkovou policii.
Legenda o leprikónovi se stala v roce 1993 impulzem pro natočení úspěšné hororové řady s Jennifer Anistonovou – Leprechaun. Bylo natočeno pět dílů a hlavní roli leprikóna v nich ztvárnil Warwick Davis.
Pro ECW, odnož WWE, se Dylan Postl převléká za postavu leprikóna Hornswoggla, falešného syna Finlaye, wrestlera Severního Irska.